# Nigresserre
Ancienne commune de l'Aveyron, la commune de Nigresserre a été supprimée en 1829. Son territoire a été partagé entre les communes de Mur-de-Barrez et de Thérondels.

## Histoire

### Les Templiers et les Hospitaliers
Du Moyen Âge et jusqu'à la révolution française, Nigresserre était une seigneurie appartenant à l'ordre de Saint-Jean de Jérusalem comme membre de la commanderie de Narbonne,,. Quelques auteurs avancent l'hypothèse que ce fief a d'abord appartenu aux Templiers, mais sans preuve formelle.
D'un point de vue géographique, la commanderie la plus proche était celle de Carlat, dix kilomètres à l'ouest mais elle faisait partie du grand prieuré d'Auvergne. Les Hospitaliers de Carlat percevaient une rente en toute justice sur le bourg de « Négresserre ».